# لئو فن کلنتسه
 لئو فن کلنتسه (انگلیسی: Leo von Klenze؛ ۲۹ فوریهٔ ۱۷۸۴ – ۲۷ ژانویهٔ ۱۸۶۴) یک معمار، نقاش، و نویسنده اهل آلمان بود.